# Стіхеєві
Стіхеєві (Stichaeidae) — родина риб ряду окунеподібних (Perciformes).

## Опис
У стіхеєвих тіло помірковано або сильно подовжене, покрите дрібною, часом сильно скороченою циклоїдною лускою. На голові нерідко є шкірясті придатки у вигляді мочок і гребеня. Зяброві перетинки звичайно широко зростаються один з одним. З кожної сторони є по одному нюховому отворі, яким закінчується подовжена нюхова трубочка. Спинний й анальний плавці довгі, нерідко більш-менш зливаються із хвостовим плавцем. Спинний плавець підтримується тільки колючками, але в деяких видів (Cebidichthys violaceus, Dictyosoma burgeri) у його задній частині є м'які промені. Грудні плавці звичайно добре розвинені, але в деяких груп або підродин (Alectriinae й Xiphisterinae) сильно редукуються й повністю відсутні в коралового в'юна (Azygopterus corallinus).

## Поширення
Родина включає 30 родів і близько 60 видів. Переважна більшість видів поширена в північній частині Тихого океану, від Берингової протоки до Південної Кореї по азійському й до Південної Каліфорнії по американському узбережжю. Тільки 5 видів живе в північній частині Атлантичного океану (на південь до мису Код в Америці й до Ла-Маншу в Європі) і у водах Північного Льодовитого океану; з них тільки два види (Chirolophis ascanii й Lumpenus lampretaeformis) не відзначені в Тихому океані. Стіхеєві — невеликі донні морські прибережні риби, що живуть, як правило, на незначних глибинах (не більше 100–200 м). Деякі з них освоїли літораль.

## Характеристика окремих родів і видів

### Підродина Стіхеєподібні
Підродина Стіхеєподібні (Stichaeinae, 5 родів, 11 видів) характеризується насамперед добре розвиненими парними плавцями й надзвичайним розвитком туловищної системи бічних ліній (сейсмосенсорних каналів) у найбільш спеціалізованих представників. Зустрічаються вони, як правило, на кам'янисто-галькових ґрунтах від зони прибережних заростей фукоїдів і ламінарій до глибини 100–200 м. Харчуються в основному дрібними донними безхребетними.

### Рід Стіхеї
Найбільше широко розповсюджений рід Стіхеї (Stichaeus), що включає 4 види. Стіхей плямистий (Stichaeus punctatus), названий так через наявність 4-5 чорних очкових плям на спинному плавці, живе в Чукотському й Охотськім морях й у північній частині Атлантичного океану: біля Гренландії й у Гудзоновій затоці. Частіше зустрічається біля берегу на глибині до 20-30 м. Досягає в довжину 17 см.
Інші три види: стіхей Охрямкіна (Stichaeus ochriamkini), стіхей Нозави (Stichaeus nozawae) і стіхей Григор'єва (Stichaeus grigorjewi) — живуть у Японському морі, біля тихоокеанського узбережжя Північної Японії. Два останніх види досягають значних розмірів (відповідно 40 й 60 см).

### Рід Евмезограмма
Подібно стихею плямистому, своєрідний рід і вид евмезограмм (Eumesogrammus praecisus) розповсюджений в Охотськім і Беринговім морях, також біля Західної Гренландії. Він зустрічається від прибережної зони до глибини 400 м при позитивних, але близьких до нуля температурах. Відрізняється такою своєрідною особливістю, як наявність 2-3 шипів у задній частині анального плавця.

### Рід Стіхеопс
Рід Стіхеопс (Stichaeopsis) представлений також чотирма видами, два з яких живуть в Охотському і Японському морях, один — у Японському морі й один — у берегів Каліфорнії.
Цікава будова системи бічних ліній (сейсмосенсорних каналів) у стіхеєвих. У стіхеїв (роду Stichaeus) є з кожної сторони тільки одна верхня бічна лінія, що проходить уздовж спини, в американської ульварії (Ulvaria subbifurcata) — дві бічні лінії: одна верхня й одна середня (медиолатеральная), в эвмезограмми — чотири бічні лінії. У япономорского шестилінійного стіхея (Ernogrammus hexagrammus) є з кожної сторони хвоста по трьох поздовжні бічні лінії, від кожної з яких відходять в обидва боки короткі гілочки. Нарешті, у деяких видів стіхеопса (Stichaeopsis nana, Stichaeopsis hopkinsi) вертикальні галузі бічних ліній з'єднуються й у такий спосіб створюється мережа із чутливих сейсмосенсорних каналів, що обплітають все тіло риби.

### Підродина Мохоголовоподібні

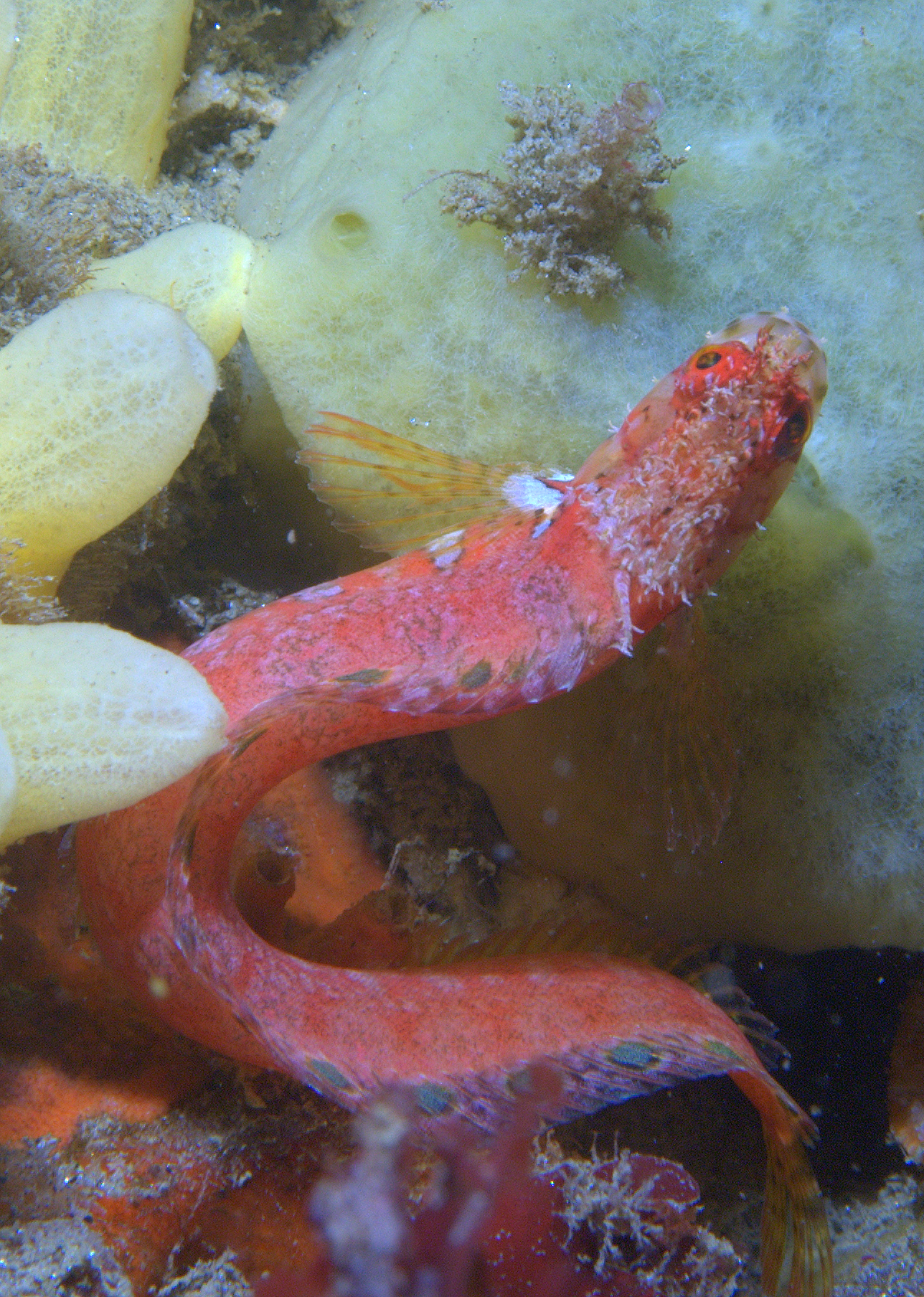
Chirolophis nugator

Підродина Мохоголовоподобние (Chirolophinae) характеризується наявністю на голові й на передніх променях спинного плавця численних шкірястих вусиковидних придатків і мочок. До цієї групи відноситься 3-4 роди з 11-12 видами.

### Європейська мохоголова собачка
Європейська мохоголова собачка (Chirolophis ascanii) — єдиний представник цієї групи в Північній Атлантиці, поширена уздовж північно-західного узбережжя Європи від Ла-Маншу до губи Дальне-Зеленецкої біля Мурманська. Звичайно зустрічається біля берегу серед заростей водоростей на кам'янистих ґрунтах, але в південних районах перебування попадається й на більших глибинах (до 280 м). Нереститься пізньою осінню (у жовтні-листопаді). Ікра донна, безбарвна, діаметром 2,3-2,8 мм. Личинки й мальки ведуть пелагічний спосіб життя. Досягає в довжину 30 см. У шлунках зустрічаються молюски, поліхети, гідроїди, водорості й губки.
У Тихому океані найбільш відома японська мохоголова собачка (Chirolophis japonicus), що живе в Японському морі і сягає в довжину понад 40 см, і північна мохоголова собачка (Chirolophis snyderi), розповсюджена в Беринговім й Охотськім морях.

### Підродина Люмпеноподібні
Підродина Люмпеноподібні (Lumpeninae) включає 6 родів з 9 видами. Тіло в них подовжене. Зяброві отвори знизу продовжені вперед, і зяброві перетинки вузько зростаються з міжзябровим проміжком. Каналу «бічної лінії» на тулубі немає. Люмпени живуть звичайно нижче границі відпливу до 200 м і глибше; частина видів — арктичні.

### Люмпен великий

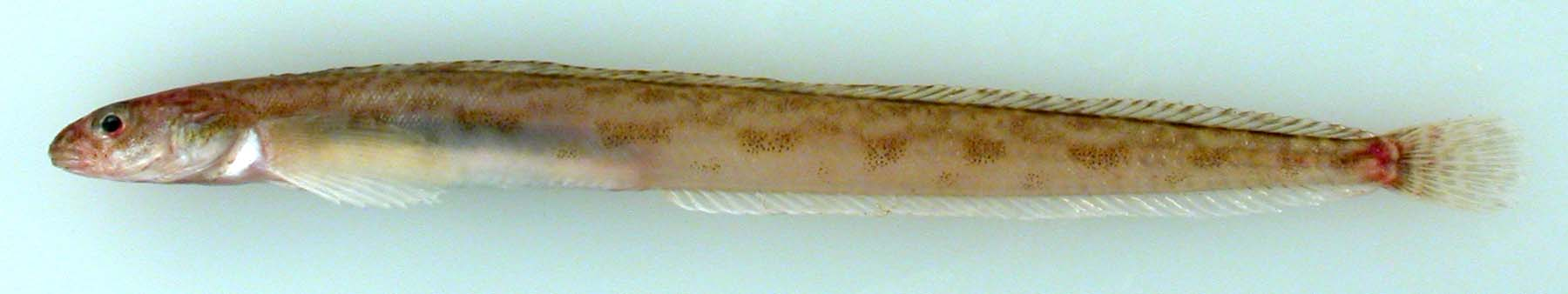
Lumpenus fabricii

Великий люмпен (Lumpenus fabricii) досягає довжини 36,5 см. Він живе в Баренцевому і Білому морях, відзначений у південно-західній частині Карського моря, але на схід уздовж сибірських берегів відсутній, з'являючись лише в Чукотському морі й у північних далекосхідних морях — Беринговім й Охотськім. Є він також біля Західної Гренландії й у Гудзоновій затоці.

### Люмпен міноговидний
Люмпен міноговидний (Lumpenus 1ampretaeformis) відрізняється сильно подовженим тілом. Розповсюджений у північних водах Атлантичного океану від Гренландії до затоки Массачусетс на заході й від Баренцевого моря до Балтійського на сході. Віддає перевагу мулистим ґрунтам. Харчується ракоподібними, двостулковими молюсками, голотуріями, поліхетами й офіурами. Нерідко ним харчуються тріска й палтус. Досягає в довжину 49 см.

### Люмпен середній
Люмпен середній (Anisarchus medius) — циркумполярний вид, що населяє прибережні води Північного Льодовитого океану (поки що не виявлений у Східно-Сибірському морі) і далекосхідні моря. Віддає перевагу мулистим ґрунтам і негативній придонній температурі. Досягає довжини 18 см.

### Люмпен плямистий
Плямистий люмпен (Leptoclinus maculatus), також сягаючої довжини 18— 20 см, відрізняється усіченим хвостовим плавцем, подовженими черевними плавцями й пальцевидно подовженими нижніми променями грудних плавців, на які він опирається, лежачи на дні, і які він використає для повільного повзання по ґрунті.

### Люмпен колючий
Найбільш мілководний колючий люмпен (Acantholumpenus mackayi), що не спускається глибше 60 м і нерідко зустрічається біля берегу, не уникаючи опріснених ділянок. Характеризується наявністю сильних шипів у черевнім й на початку анального плавців. Живе в Беринговім, Охотське і Японському (північна частина) морях.

### Люмпен довгорилий
Довгорилий люмпен (Lumpenella longirostris) — найбільш глибоководний представник групи, що живе на глибині 400–600 м, розповсюджений у північній частині Тихого океану від північної Японії до Південно-Східної Аляски. У шлунках цього виду нерідко зустрічаються форамініфери.

### Підродина Морські півники
Підродина Морські півники (Alectriinae) містить 3—4 роди з 5—6 видами. У них немає черевних плавців. Ці типово літоральні рибки, довжиною до 25 см, мають на голові поздовжній шкірястий гребінь. Охороняють кладку ікри, оповившись навколо її.
Живуть морські півники тільки в північних водах Тихого океану. Найбільш відомий звичайний півник (Alectrias alectrolophus), що живе в Беринговім, Охотське і Японському морях. Пурпурний півник (Anoplarchus purpurescens) населяє американське узбережжя від Південно-Східної Аляски до Каліфорнії.

### Восьмилінійні морські в'юни
Інша літоральна група — підродина Восьмилінійні морські в'юни (Xiphisterinae) — представлена 4 родами з 5 видами, що живуть у північній частині Тихого океану. 3 роди (Phytichthys, Xiphister, Cebidichthys) з 4 видами живуть вздовж американського узбережжя, і тільки діктиосома (Dictyosoma burgeri) живе на заході, у Японському морі. Подібно до морських півників, вони не мають черевних плавців, а грудні плавці в них маленькі. У найбільш спеціалізованих родів є по 4 бічні лінії з поперечними гілочками на кожному боці або мережа каналів, що обплітає все тіло. Ці рибки живуть серед прибережних каменів і водоростей і пофарбовані в зеленувато-бурі тони, добре їх що приховують. Харчуються вони переважно водоростями.

### Кораловий в'юн
Зовсім особливе місце серед стіхеєвих займає кораловий в'юн, маленька рибка, знайдена в експедиції на кораблі «Витязь» біля Курильських островів в 1951 р. Кораловий в'юн (Azygopterus corallinus) живе на глибині 130 м серед рожевих гідрокоралів — аллопор (роду Allopora, Stylasteridae), і тіло його має таке ж рожеве забарвлення. У нього немає ні грудних, ні черевних плавців, що зливаються із хвостовим, низькі спинний й анальний плавці облямовують його вугревидне тіло. Він має довжину близько 10 см.

## Класифікація
В родину включають 5 підродин, 37 родів і близько 80 видів:

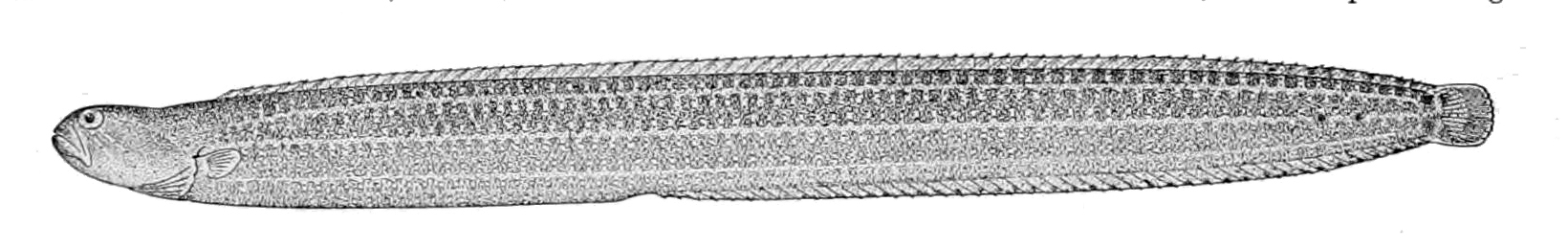
Phytichthys chirus

- Підродина Chirolophinae
  - Рід Bryozoichthys
    - Bryozoichthys lysimus
    - Bryozoichthys marjorius

  - Рід Chirolophis
    - Chirolophis ascanii
    - Chirolophis decoratus
    - Chirolophis japonicus
    - Chirolophis nugator
    - Chirolophis saitone
    - Chirolophis snyderi
    - Chirolophis tarsodes
    - Chirolophis wui

  - Рід Gymnoclinus
    - Gymnoclinus cristulatus

  - Рід Soldatovia
    - Soldatovia polyactocephala
- Підродина Люмпенові (Lumpeninae)
  - Рід Acantholumpenus
    - Acantholumpenus mackayi

  - Рід Anisarchus
    - Anisarchus macrops
    - Anisarchus medius

  - Рід Anoplarchus
    - Anoplarchus insignis
    - Anoplarchus purpurescens

  - Рід Leptoclinus
    - Leptoclinus maculatus

  - Рід Leptostichaeus
    - Leptostichaeus pumilus

  - Рід Lumpenella
    - Lumpenella longirostris

  - Рід Lumpenus
    - Lumpenus fabricii
    - Lumpenus lampretaeformis
    - Lumpenus sagitta

  - Рід Neolumpenus
    - Neolumpenus unocellatus

  - Рід Poroclinus
    - Poroclinus rothrocki
- Підродина Opisthocentrinae
  - Рід Askoldia
    - Askoldia variegata

  - Рід Kasatkia
    - Kasatkia memorabilis
    - Kasatkia seigeli

  - Рід Lumpenopsis
    - Lumpenopsis clitella
    - Lumpenopsis hypochroma
    - Lumpenopsis pavlenkoi
    - Lumpenopsis triocellata

  - Рід Opisthocentrus
    - Opisthocentrus ocellatus
    - Opisthocentrus tenuis
    - Opisthocentrus zonope

  - Рід Pholidapus
    - Pholidapus dybowskii

  - Рід Plectobranchus
    - Plectobranchus evides
- Підродина Stichaeinae
  - Рід Ernogrammus
    - Ernogrammus hexagrammus
    - Ernogrammus walkeri

  - Рід Eumesogrammus
    - Eumesogrammus praecisus

  - Рід Plagiogrammus
    - Plagiogrammus hopkinsii

  - Рід Stichaeopsis
    - Stichaeopsis epallax
    - Stichaeopsis nana
    - Stichaeopsis nevelskoi

  - Рід Stichaeus
    - Stichaeus fuscus
    - Stichaeus grigorjewi
    - Stichaeus nozawae
    - Stichaeus ochriamkini
    - Stichaeus punctatus

  - Рід Ulvaria
    - Ulvaria subbifurcata
- Підродина Xiphisterinae
  - Рід Alectrias
    - Alectrias alectrolophus
    - Alectrias benjamini
    - Alectrias cirratus
    - Alectrias gallinus
    - Alectrias mutsuensis

  - Рід Alectridium
    - Alectridium aurantiacum

  - Рід Cebidichthys
    - Cebidichthys violaceus

  - Рід Dictyosoma
    - Dictyosoma burgeri
    - Dictyosoma rubrimaculatum
    - Dictyosoma tongyeongensis

  - Рід Esselenichthys
    - Esselenichthys carli
    - Esselenichthys laurae

  - Рід PhytichthysPhytichthys chirus
    - Phytichthys chirus

  - Рід Pseudalectrias
    - Pseudalectrias tarasovi

  - Рід Xiphister
    - Xiphister atropurpureus
    - Xiphister mucosus